# Fanny Paelinck-Horgnies
Louise Thérèse Françoise Elisabeth (Fanny) Paelinck-Horgnies, ook Fanny Dansette-Horgnies, (Regensburg, 1805 - Brussel, 9 februari 1887) was een Belgische kunstenares. Ze is vooral bekend van haar prijswinnende schilderij De Heilige Cecilia (1829).

## Biografie
Fanny Horgnies werd geboren in Regensburg en was werkzaam in Brussel. Haar schilderijen vallen met name onder de historiestukken, religieuze voorstellingen en genretaferelen, maar later richtte zij zich ook op romantische onderwerpen. Horgnies was leerlinge in het atelier van Joseph Paelinck, met wie zij later ook was getrouwd. Paelinck-Horgnies vatte als volgt haar carrière als kunstenares samen in een brief gericht aan A.P. Sunaert, de samensteller van de Gentse museumcatalogus: “Mijn korte carrière als kunstenaar was zo matig, dat het echt onmogelijk is dat je de naam wilt weten van de auteur die een van mijn schilderijen opstuurt: ik zou het erg op prijs stellen als je me niet in een catalogus zou willen noemen, wees, door u niettemin oneindig te bedanken voor de eer die u mij in deze omstandigheid hebt geschonken.”

### De Heilige Cecilia(1829)

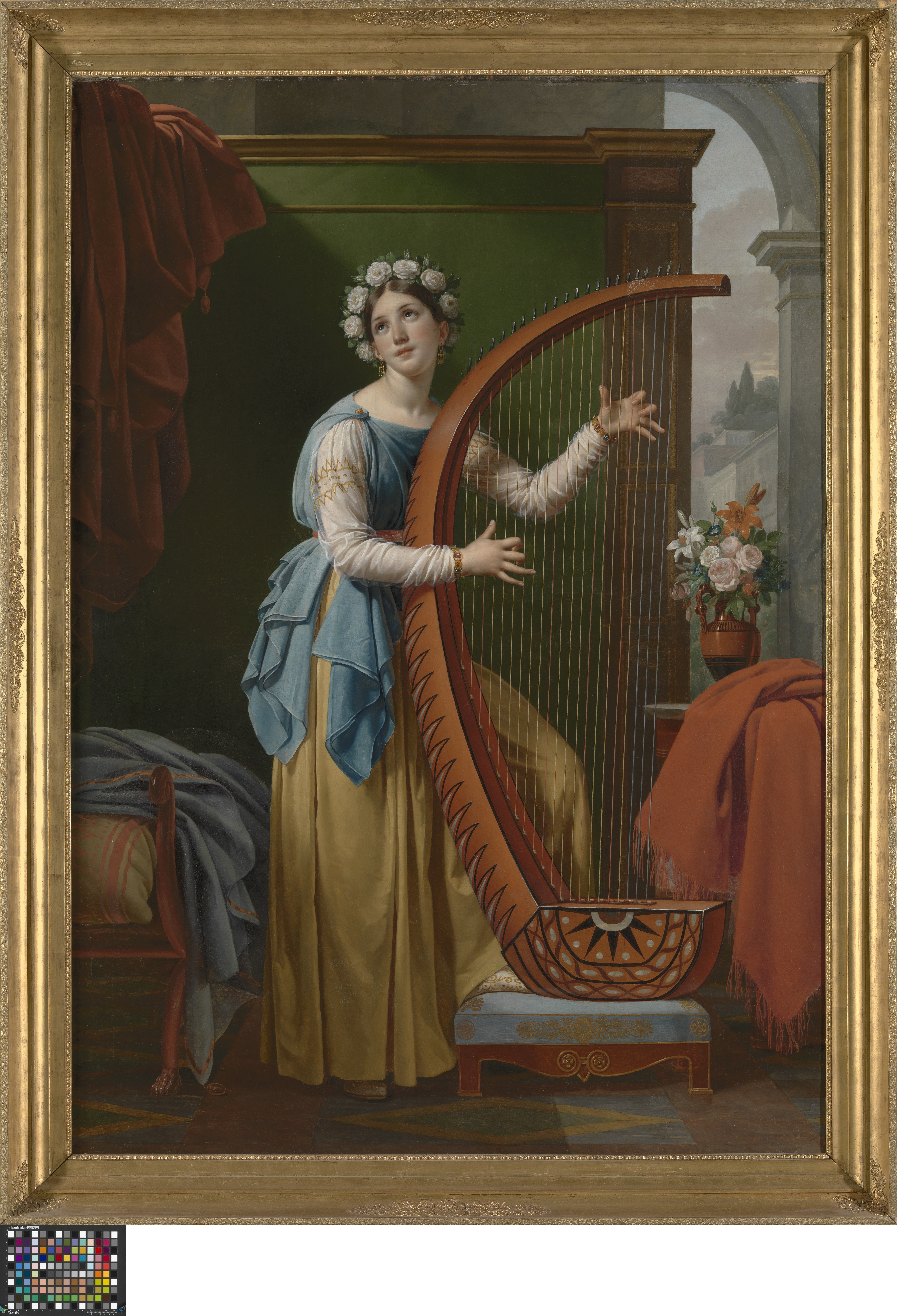
De heilige Cecilia (1829) - Fanny Paelinck-Horgnies, Koninklijk Museum voor Schone Kunsten Gent, 1829-C. Olieverf op doek: 222,3cm x 156cm

In 1829 werd de Prix des dames georganiseerd, waarbij het thema de Heilige Cecilia betrof. In de 19e eeuw waren kunstwedstrijden een voorkomend fenomeen, ontstaan in Parijs en haar beroemde Salon, waaraan kunstenaars en kunstenaressen mee konden doen om hun aanzien en prestige te vergroten. De Prix des dames was een wedstrijd speciaal opgericht voor vrouwen. Het onderwerp van de editie in 1829 werd als volgt verwoord: ‘De Heilige Cecilia die lof zingt van de Heer en zichzelf daarbij op de harp begeleidt’, een populair thema in de neoclassicistische schilderkunst. De winnares van deze prijs was Fanny Paelinck-Horgnies, met haar schilderij De Heilige Cecilia.
Op dit schilderij is de heilige Cecilia afgebeeld, één van de populairste Romeinse martelaressen uit de tweede eeuw. Volgens de legende werd zij gedwongen tot een huwelijk met Valerianus, maar overtuigde zij hem om haar maagdelijkheid te bewaren. Valerianus stelde wel als voorwaarde de engel te zien die waakte over haar maagdelijkheid. Toen de engel zich vertoonde, lieten Valerianus en Tiburtius, de broer van Cecilia, zich dopen door de paus, de heilige Urbanus. Maar hun bekering veroordeelde het drietal tot de marteldood.
Sinds de late middeleeuwen geldt Cecilia ook als patrones van de muziek. Ze is meestal afgebeeld met een handorgel. Op het schilderij van Paelinck-Horgnies bespeelt ze de harp. Door het thema, de gladde schilderwijze, de statische compositie en het egale licht, behoort dit kunstwerk tot de neoclassicistische schilderkunst.
Het resultaat maakte indruk op de tijdgenoten, zoals blijkt uit een artikel in de Gazette van Gend(t): "Honneur aux dames, is mijne spreuk, daerom zal ik het order der programma verbreken om mij eerst bezig te houden met de werken van een geslacht, hetwelk tot het oefenen der schoone kunsten des te meer geschikt is, daar de musen van hunne kun zijn... Ofschoon de drie dames, die den moed gehad hebben ons een Heilige Cecilia voor te stellen, geene Raphaëls nog zelf geen Rubens zijn, hebben zijn ons evenwel dry fraaie tafereelen ten toon gesteld, welke waerlijk onze pronkzael vercieren en waerin de verdiensten het gebrekkig verre te boven gaen. Eer zij hun gegeven dat hun zuyver penceel geen crouten voort gebracht heeft, zooals het met Flora en met de huyselijke tafereelen gebeurd is, en dat zij stukken verveerdigd hebben welke de vlaemsche school tot luyster verstrekken."
Fanny Paelinck-Horgnies had al eerder deelgenomen aan Le Prix des Dames in 1826. In deze editie klonk het thema als volgt: 'Een nimf uit Diana's suite is een bos ingelopen, bezwijkend voor vermoeidheid viel ze in slaap, zijn hond kijkt aan zijn zijde'. Naar aanleiding van dit thema kwam het schilderij Een verdwaalde nimf uit het gevolg van Diana tot stand. De winnares van deze editie werd echter Elisa de Gamond.

### Graziella
Naast de bovenste schilderijen heeft Fanny Paelinck-Horgnies nog andere werken gemaakt, waaronder Graziella; een niet nader gedateerde weergave van het titelpersonage van Alphonse de Lamartines roman Graziella uit 1852. Deze roman is gebaseerd op een waargebeurde ontmoeting tussen de auteur en een Italiaans meisje, waarin de auteur in zijn titelpersonage een beeld schetst van hoe de ideale vrouw eruit moet zien en zich hoorde te gedragen. Graziella, een eenvoudige vissersdochter, is ongecultiveerd en staat zeer dicht bij de natuur. De Lamartine beschreef haar als een instinctief en passioneel wezen. Het cliché van het donkere, Italiaanse boerenmeisje dat een grote levensvreugde uitstraalt, werd zo in leven geroepen. Paelinck-Horgnies verbeeldde haar traditiegetrouw, zittend aan de rand van het water, onder het gebladerte van een overhangende boomtak. Die link met de zee en het buitenleven moest haar natuurlijke schoonheid benadrukken.